# Jacob Engelmann
Jacob Engelmann ist ein deutscher Zoologe.
Engelmann studierte Biologie an der Universität Bonn, an der er 2002 promoviert wurde (Einfluß von Fließwasser auf die mechanosensorische Seitenlinie des Goldfischs, Carassius auratus, und der Regenbogenforelle, Oncorhynchus mykiss). Als Post-Doktorand forschte er als Marie Curie Stipendiat beim CNRS in Gifes-sur-Yvette in der Einheit für Neurowissenschaften, Information und Komplexität. Ab 2005 war er am Institut für Zoologie in Bonn. 2010 folgte er einem Ruf auf eine Juniorprofessur für Active Sensing am Exzellenzcluster CITEC der Universität Bielefeld. In diesem leitete er mit Elisabetta Chicca das Projekt Aktive Nahfeldwahrnehmung: Von der Biologie zur bionischen Hardware. 2016 erfolgte die Umwandlung in eine Professur an der Universität.
Er befasst sich mit Sinneswahrnehmung elektrischer Fische, besonders Elefantenrüsselfischen aus Westafrika. Diese orientieren sich mit aktiv generierten elektrischen Signalen. Die Forschung dient auch bionischen Zwecken (Navigation von Robotern mit entsprechenden elektrischen Sensoren).
2019/20 war er Präsident der Deutschen Zoologischen Gesellschaft.

## Schriften (Auswahl)
- mit W. Hanke, J. Mogdans, H. Bleckmann: Hydrodynamic stimuli and the fish lateral line. In: Nature, Band 408, 2000, S. 51–52
- mit W. Hanke, H. Bleckmann: Lateral line reception in still-and running water. In: Journal of Comparative Physiology A, Band 188, 2002, S. 513–526
- mit J. Goulet u. a.: Object localization through the lateral line system of fish: theory and experiment. In: Journal of Comparative Physiology A, Band 194, 2008, S. 1–17
- mit J. Bacelo u. a.: Electric imaging through active electrolocation: implication for the analysis of complex scenes. In: Biological Cybernetics, Band 98, 2008, S. 519–539
- mit P. G. D. Feulner, M. Plath, F. Kirschbaum, R. Tiedemann: Electrifying love: electric fish use species-specific discharge for mate recognition. In: Biology Letters, Band 5, 2009, S. 225–228
- mit G. Van der Emde u. a.: 3-Dimensional scene perception during active electrolocation in a weakly electric pulse fish. In: Frontiers in behavioral neuroscience, Band 4, 2010, S. 26
- mit M. Kreysing u. a.: Photonic crystal light collectors in fish retina improve vision in turbid water. In: Science, Band 336, 2012, S. 1700–1703